# Sven Rühr
Sven Rühr est un sportif allemand pratiquant le bobsleigh.

## Palmarès

### Championnats monde
- Médaille d'or en bob à 4 en 1996 et 1997.
- Médaille d'argent en bob à 4 en 2000.